# Prince of Persia (jeu vidéo, 2008)
Cet article concerne le jeu sorti en 2008. Pour le jeu original de 1989, voir Prince of Persia. Pour la série, voir Prince of Persia (série).
 (octobre 2013).
Si vous disposez d'ouvrages ou d'articles de référence ou si vous connaissez des sites web de qualité traitant du thème abordé ici, merci de compléter l'article en donnant les références utiles à sa vérifiabilité et en les liant à la section « Notes et références ».
Prince of Persia est un jeu vidéo développé par Ubisoft Montréal et édité par Ubisoft. Il est sorti en décembre 2008 sur PlayStation 3, Xbox 360 et Windows.
Le jeu est un nouveau départ pour la franchise Prince of Persia, se démarquant de la trilogie des Sables du temps par son système de jeu et ses graphismes en « art illustratif » (cel-shading) comme nous le disent les créateurs du jeu. C'est le septième épisode de la saga Prince of Persia.
Le jeu s'est vendu à environ  2,5 millions d'unités depuis avril 2009.
Il est doté d'une extension, Prince of Persia: Epilogue.

## Trame

### Personnages
Le prince
Différent du Prince de la trilogie des Sables du temps, il est un pilleur de tombes qui ne dit rien de ses origines. Son apparence, ainsi que ses dialogues avec Elika laissent cependant à penser qu'il s'agit d'un voyageur assez aventureux. C'est un personnage plutôt cynique, pour qui les causes nobles et les valeurs morales ne valent pas grand-chose, et qui a un sens de l'humour teinté de sarcasme assez usant pour les nerfs de sa partenaire Elika. 
Elika ou Elisha
La princesse Elika/Elisha est la compagne d'infortune du Prince. Ses pouvoirs magiques lui permettent entre autres de purifier les zones touchées par la Corruption d'Arhiman. Elle suit de très près le Prince, le rattrapant au besoin quand il se loupe dans ses acrobaties. Elle peut également aider aux combats. Grâce à elle, il est impossible de mourir dans le jeu entier.
Le Roi
Il s'agit du père d'Elika. Fortement antipathique au Prince, il essaiera de le tuer à peu près à chaque occasion qui se présentera. Ayant conclu un pacte avec Ahriman, visant à détruire la prison retenant le dieu prisonnier, il se fera ensuite lentement ronger par la Corruption. Le Roi entre en scène à chaque fois que le Prince et Elika doivent se rendre au Temple pour obtenir un nouveau pouvoir.
Les quatre Corrompus
Jadis humains, ce sont à présent les hommes de main de Ahriman. Le Chasseur, l'Alchimiste, la Concubine et le Guerrier sont chacun assignés à quatre espaces contenant eux-mêmes 6 zones à purifier. Il faudra donc les affronter chacun 6 fois de suite, avant de pouvoir les vaincre définitivement.
- Le chasseur : Le chasseur était jadis un grand prince, passionné par la chasse et les défis. Une fois qu'il eut réduit toutes les créatures du royaume en trophées, il vendit son âme à Ahriman, en échange de quoi il put continuer à s'adonner à sa passion, avec le gibier le plus noble : l'Homme. Doué d'une grande agilité, il a élu domicile dans la Citadelle en Ruine, où il faisait régner la terreur, jusqu'à ce qu'Ahrminan soit enfermé dans l'Arbre. Après mille ans de captivité, sa soif de sang est plus forte que jamais.

- L'Alchimiste : Autrefois, l'Alchimiste était un Ahura dont la connaissance lui valait le respect dans tout le royaume. Vers la fin de sa vie, il fut frappé par une maladie incurable. Il supplia alors Ormazd, le Dieu de la Lumière, de retarder le moment de sa mort, le temps qu'il trouve un moyen rallonger son espérance de vie. Mais Ormazd resta sourd à ses appels. L'Alchimiste, désespéré, se tourna vers Ahriman, qui lui offrit l'immortalité. Il s'installa dans la Vallée, réduisit en esclavage ceux qui avait été ses frères pour qu'il construisent ses œuvres, et se plongea dans des recherches sur la Corruption. Il parvient à la plier à sa volonté, pouvant la modeler et lui faire prendre la forme qu'il voulait.

- La Concubine : La Concubine a toujours su que seuls les hommes régnaient, et que cela ne changerait pas avant sa mort. Sa seule arme pour gagner une parcelle de pouvoir, c'était sa beauté, et elle en usait pour asservir les seigneurs. Mais la beauté va de pairs avec la jalousie, et une de ses rivales la défigura. Enragée de voir quelle était désormais repoussée par les hommes, elle s'adressa à Ahriman, et échangea son âme contre le pouvoir. Elle devient la maîtresse de l'illusion, troublant ses ennemis et les amenant au bord de la folie. Elle reçut également le don de préscience, bien qu'elle n'interprète pas toujours correctement ses visions.

- Le Guerrier : Le Guerrier était jadis un roi pacifique, aimé de ses sujets. Mais la guerre arriva un jour sur ses terres. Il vit, impuissant, son peuple sans armes être massacré impitoyablement. Il entendit alors la voix d'Ahriman, qui lui promit le pouvoir de protéger son peuple en échange de son âme. Le roi accepta, et la Corruption s'empara de lui, le transformant en une créature invincible. Il tua tous les ennemis de son royaume, poursuivant ceux qui fuyaient devant son couroux. Lorsqu'il revient, son peuple s'enfuit et il ne put jamais le retrouver. Comprenant qu'il était devenu ce qu'il avait toujours refusé d'être, il partit errer dans le désert, jusqu'à ce qu'Ahriman le rappelle pendant la guerre contre Ormazd. Ne pouvant désobéir, il se rangea au côté du Dieu des Tênèbres, et attendit son heure, espérant toujours pouvoir échapper à son pacte et retrouver son  peuple. Lorsque le Prince et Elika changent d'endroit, il est fréquent qu'ils aient à affronter au passage des créatures d'Arhiman. Il s'agit d'anciens soldats, qui se sont rangés du côté de Arhiman ou ont été tout simplement corrompus.

### Univers

#### Le royaume des Ahuras
Les Ahuras sont le peuple auquel appartient Elika. Leur territoire se trouvait caché dans un labyrinthe de canyons perdu en plein milieu du désert. C'est dans cet espace totalement ouvert que le Prince et Elika évoluent, bien qu'ils ne puissent pas quitter le labyrinthe, et doivent tout de même suivre un chemin assez bien tracé. Leur parcours débute au Temple, lieu central du royaume, ils ont ensuite le choix entre quatre zones différentes auxquelles correspondent chacune un Corrompu (La Citadelle en Ruine, la Vallée, le Palais Royal et la Cité de la Lumière).

#### Divinités
Ormazd et Ahriman sont respectivement les Dieux de la Lumière et des Ténèbres. Selon la mythologie, ils seraient frères jumeaux, régnants en équilibre l'un par rapport à l'autre. Une grande cité, cachée dans les montagnes, aurait été le sanctuaire où l'on vénéraient ces deux Dieux, ceux-ci la protégeant avec leurs pouvoirs.
Un jour, Ahriman choisit de répandre ses ténèbres sur la Terre pour créer un monde à son image. Beaucoup de ses fidèles le suivirent et il les toucha de sa Corruption, afin d'en faire ses guerriers. Au début, Ormazd refusa le combat, essayant plutôt d'apaiser son frère. Mais celui-ci, voyant que nul ne s'opposait à lui, continua à ravager les royaumes. Alors Ormazd se dressa, entoura la cité sanctuaire de son pouvoir, et donna sa lumière à ceux qui lui étaient restés fidèles, les nommant les Ahuras, les guerriers de la Lumière.
Les combats firent rage, et les hommes moururent par milliers. Les deux Jumeaux se livrèrent bataille pendant des années, leurs armées s'entrent-tuant à leurs pieds. Ahriman attirait de plus en plus de guerriers à lui, fascinés par ses pouvoirs et par ses promesses. La victoire lui semblait promise, quand Ormazd réussit enfin à l'enfermer dans un arbre sacré, dans le sanctuaire des Ahuras. Dans sa chute, Ahriman entraîna avec lui toutes ses armées, et ainsi prit fin la guerre. Ormazd, ne supportant pas de voir le chaos qu'il avait créé avec son frère, abandonna son peuple pour s'installer parmi les étoiles. Il confia néanmoins aux Ahuras la garde du temple dans lequel l'Arbre retenait le Dieu des Ténèbres prisonnier.
Les Ahuras rebattirent les parties détruites de la cité sanctuaire, et veillèrent sur l'Arbre. Au fil des années, les pouvoirs que leur avait confié Ormazd déclinèrent, puis disparurent. La ville se vida peu à peu, la religion perdit de sa puissance, les prières destinées à Ormazd restaient sans réponse, et la voix d'Ahriman, après des siècles de silence, se fit à nouveau entendre dans les cœurs de ceux qui doutaient.
Pendant le jeu, Elika raconte au Prince la gloire passé de la cité des Ahuras, et comment elle s'est ternie. Au cours de leur traversée de la ville abandonnée, de nombreux lieux attestent de ses paroles : dans la Cité de Lumière, là où le Guerrier les attend, se dressent les deux Tours d'Ahriman et d'Ormazd, témoin de l'ancienne fraternité qui régnait jadis entre les deux Dieux. La carte tracé sur le sol devant le temple représente la constellation d'Ormazd. Devant cette même carte, deux gravures ornent le mur, figurant Ormazd à droite et Ahriman à gauche (ce dernier a le visage dans l'ombre).

### Histoire
Le jeu débute dans un coin de désert perdu où le prince, personnage principal, est pris dans une tempête à la recherche de Farah, son âne. En déboulant une falaise, qu'il n'a pas vue et qui nous démontre ses talents acrobatiques, il fait la connaissance d'une femme dotée de pouvoirs magiques uniques nommée Elika. Poursuivie par son père, elle tente de rejoindre un temple servant de prison au dieu des ténèbres, Arhiman. Le prince offre son aide et la suit pour aller protéger le temple. Malheureusement, le père, après un combat contre le prince, décide de détruire la prison, laissant une brèche assez large pour qu'Arhiman puisse s'échapper en partie ainsi que ses soldats ténébreux et quatre corrompus. Arhiman déverse alors son pouvoir sur le monde, apportant ténèbres et corruption, et infecte les Terres Fertiles, des jardins servant à alimenter la prison du dieu ténébreux. Quelques heures plus tard, la prison, devenue trop faible pour retenir Arhiman, laissera ce dernier s'échapper complètement.
Le seul espoir de revoir le soleil un jour est d'enfermer Arhiman à nouveau dans sa prison. À l'aide d'Elika, le prince devra purifier les terres fertiles infectées par les quatre Corrompus, soit le Chasseur, le Guerrier, la Concubine et l'Alchimiste, avant de tenter enfin d'enfermer Arhiman dans sa prison. Pour cela, le prince doit aider Elika à purifier toutes les terres fertiles qui donnent accès aux "portes noires" (à chaque porte noire correspond un Corrompu). Mais pour avoir accès à ces terres fertiles, ils doivent débloquer de nouveaux pouvoirs d'Elika en rassemblant un certain nombre de sphères de lumières, ce qui donne accès aux plaques de pouvoir (une rouge - Le pas d'Ormazd, qui vous fait faire des bonds vertigineux; une bleu - La main d'Ormazd, qui vous attire sur d'autres plates-formes tel un grappin; une jaune - Les ailes d'Ormazd, qui vous fait voler à travers les paysages et les ruines des terres fertiles; et une verte - Le souffle d'Ormazd, qui vous fait courir sur les murs en défiant les lois de la gravité). Chaque plaque de pouvoir activée nous donnent accès à certaines bribes du passé d'Elika, qui nous révèlent qu'elle fut morte et que son père, au prix de la libération d'Arhiman, la ressuscita.
Une fois les quatre Corrompus vaincus, le prince et Elika retournent au temple où ils doivent affronter le père, totalement corrompu, ainsi qu'Arhiman. Ils finissent par le vaincre et à l'enfermer. Elika, qui ne vit que grâce à Arhiman, se sacrifie pour recréer l'Arbre clé qui retient et enfermera Arhiman à jamais. Mais le prince n'accepte pas sa mort. Il décide donc de libérer de nouveau Arhiman pour ramener Elika à la vie, promettant une suite où ils devront trouver une solution afin de vaincre définitivement le dieu Ténébreux...

### Clins d'œils
L'âne du Prince, au début de l'aventure, s'appelle Farah. Son nom fait évidemment référence à la compagne du Prince dans la trilogie des Sables du Temps.
Avant d'être détruit, l'alchimiste dit: « Je suis invincible » ce à quoi Elika répond « Invincible, mais pas immortel ». Cette phrase est une
reprise de celle prononcée par le prince dans Prince of Persia : Les Deux Royaumes. Lorsque le vizir déclare: « Pourquoi essayer de me tuer ? Je suis immortel » la réponse du prince est: « Immortel peut-être, mais pas invincible ».
À plusieurs reprises, le Prince déclare : "Si ça continue, je vais finir par parler tout seul". Cela fait sans doute allusion à cette fameuse tendance au Prince de la trilogie des Sables du Temps à soliloquer.
Dans le premier volet, après la moitié du jeu, il commence à s'imaginer des conversations avec Farah, puis réfléchit à des projets d'avenirs la concernant (d'abord lui apprendre le respect, puis la demander en mariage).
Dans L'Âme du Guerrier, il parle tout seul pour masquer sa solitude (peu d'amis sur une île de monstres) et faire comprendre au joueur le cheminement de ses pensées.
Enfin, dans Les Deux Royaumes, il passe son temps à discuter avec son double maléfique, ou à tenter de l'ignorer.

## Système de jeu

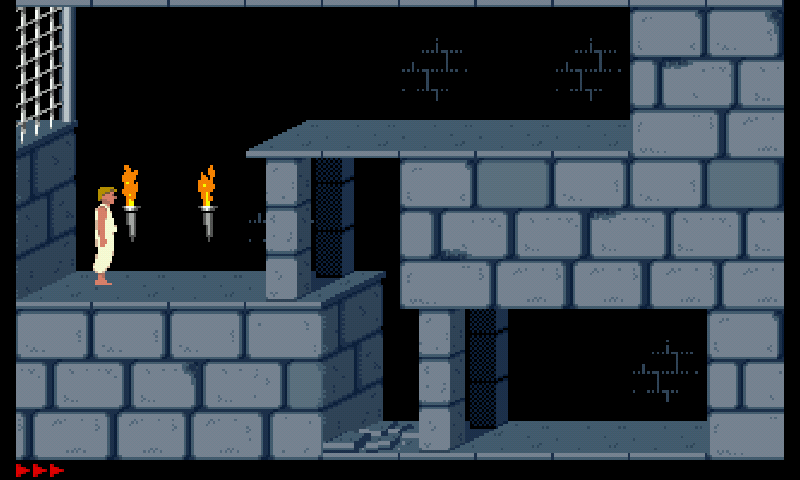
Le jeu Prince Of Persia de 1989, qui était déjà un jeu de plateformes

Prince of Persia est avant tout un jeu de plates-formes, un des rares points communs le rapprochant des épisodes précédents. Les acrobaties effectuées sont néanmoins moins nombreuses (dans les déplacements) que dans Les Deux Royaumes. Le Prince garde les mêmes mouvements de base : courir le long des murs, s'agripper à des corniches, des poutres ou des colonnes, se balancer de barre en barre, et effectuer des bonds spectaculaires. Les distances qu'il peut franchir lui-même en sautant ou en courant le long des murs étant moins importantes que dans les Sables du Temps (ce qui rend le jeu un peu plus réaliste) il peut s'aider de deux nouveaux types de mouvement : soit en s'agrippant à des anneaux judicieusement placés le long des murs, soit grâce à l'intervention d'Elika, qui le rattrape en plein milieu d'un bond pour le projeter un peu plus loin à l'aide de son pouvoir.
Le Prince peut également glisser le long de plans inclinés, se déplacer sur les murs en s'agrippant à des vignes, et courir à l'horizontale la tête en bas pendant quelques secondes, sur la partie inférieure d'une plateforme par exemple. Son gantelet de fer lui permet de se laisser glisser le long d'une paroi verticale tout en freinant sa chute, ou de se hisser sur un bon mètre en avant. Elika le suit toujours.
Le but du jeu consiste à atteindre toutes les Terres Fertiles, qui sont gardées chacune par un Corrompu, et de les purifier pour ramener le monde à son état d'avant la malédiction d'Ahriman. À chaque fois qu'Elika libèrera son pouvoir, des sortes de boules d'énergie, appelées Sphères de Lumière apparaîtront sur l'endroit purifié. Une fois récoltées jusqu'à un certain nombre, ces Sphères permettront au Prince et à Elika d'obtenir un nouveau pouvoir au Temple. Le pouvoir choisi débloquera de nouvelles Terres Fertiles, que les deux compagnons pourront atteindre grâce à l'utilisation de plateaux magiques. De ce fait, le Prince se voit capable d'effectuer des choses plus qu'acrobatiques, surnaturelles, comme se projeter sur des distances faramineuses d'un plateau magique à un autre (en ayant parfois besoin de s'accrocher à un anneau entre-temps), gravir des parois verticales sans tenir compte de la pesanteur, etc.
Le parcours est généralement facile à suivre, et les quelques mécanismes à enclencher pour avancer dans le jeu ne sont pas bien compliqués. Il n'y a pas de niveau de difficulté dans le jeu.
Les combats sont bien moins nombreux que dans les épisodes précédents, mais ils sont plus détaillés et esthétiques, avec une liste de combos bien plus vaste (467 combos en tout). Il s'agit la plupart du temps d'affrontements entre le Prince et Elika et l'un des quatre Corrompus. Ce dernier prend à chaque fois la fuite, sauf au dernier combat qui se passe derrière le Portail Noir. En aucun cas le Prince ne peut changer d'arme, il garde en permanence le sabre et le gantelet de fer qu'il possède déjà au début du jeu.
Les combos se composent d'un enchaînement de quatre mouvements de base : attaque normale à l'épée, attaque au gantelet, qui permet la plupart du temps de soulever son ennemi du sol, saut au-dessus de l'ennemi, et enfin attaque avec Elika, qui envoie une déflagration de magie à l'ennemi. Combinés, ses mouvements peuvent donner naissance à de très jolies figures, que les graphismes du jeu et les plans de caméra achèvent de rendre superbes.
Les méthodes de combats ne sont pas les mêmes avec le Guerrier, car il est trop gros pour que le Prince puisse le soulever ou lui sauter par-dessus.
Chaque Corrompu possède sa propre attaque spéciale, dont il faudra trouver rapidement la parade adaptée. Dans tous les cas, mourir au combat est impossible, tout comme le fait de chuter dans le vide ne nous tue pas, car Elika se chargera à chaque fois de nous sauver in extrémis.
Le Prince n'a pas de vie limitée, peu importe le nombre de coups qu'il peut subir durant les combats. En revanche, l'ennemi peut récupérer de la vie, soit en se régénérant, soit en terrassant le Prince. Si celui-ci n'arrive pas à se relever avant le coup fatal, Elika parviendra elle à repousser l'ennemi, qui récupérera alors de la vie.
Lorsqu'une icône clignotante s'affiche en bas à gauche de l'écran, cela signifie que le Prince et Elika peuvent engager une conversation prolongée. Les sujets sont assez variés, ils peuvent avoir un lien direct avec l'action présente (ex: Elika donne des informations au Prince sur le lieu où ils se trouvent ou sur le Corrompu qu'ils s'apprêtent à affronter), ou donner simplement plus de sens et de réalisme au jeu (ex: Elika essaye sans succès d'en savoir plus sur les origines du Prince ou inversement). Le joueur peut aussi bien ignorer la discussion, cela ne l'empêchera pas de progresser dans le jeu. L'icône s'effacera dès que le Prince changera de lieu, de plus, les sujets de conversations changent en fonction de la situation dans laquelle se trouvent les deux personnages. Si le joueur fait parler le Prince alors qu'aucune icône n'est affichée, ce dernier se contentera de faire un simple commentaire, auquel Elika ne répondra pas toujours.
Elika peut également se servir de son pouvoir pour invoquer une boule de lumière qui guidera les deux protagonistes dans la bonne direction, dès lors qu'ils auront choisi leur prochaine destination.

## Développement
Historique
Prince of Persia a été officiellement annoncé par communiqué de presse le 29 avril 2008 sous le titre Prince of Persia: Prodigy. Ubisoft y annonce que le jeu sera développé par Ubisoft Montréal, conjointement par les équipes responsables d’Assassin's Creed et de la trilogie des Sables du temps, et présentera  « une toute nouvelle identité graphique et artistique ».
Design
Pour la conception du nouveau Prince, les développeurs se sont inspirés d’aventuriers tels que Sinbad des Mille et Une Nuits, Han Solo de Star Wars et Aragorn du Seigneur des Anneaux.
Suppléments
Une fois le jeu fini, le joueur débloque de nouvelles apparences :
- Le costume d'Altaïr, personnage principal du jeu vidéo Assassin's Creed, pour le prince.

- L'apparence du prince de Prince of Persia: Les Sables du Temps pour le prince.

- L'apparence de Farah de Prince of Persia: Les Sables du Temps pour Elika.
- Le costume de Jade, personnage principal de Beyond Good and Evil, pour Elika.
- Les costumes prototypes pour le prince et Elika.

Voix françaises
- Nathalie Spitzer : La Narratrice
- Serge Thiriet : Le Prince
- Marie Zidi : Elika
- Philippe Roullier : Garde 1 (Au début du jeu)
- Patrick Bethune : Garde 2 (Au début du jeu)
- Martial Le Minoux : Garde 3 (Au début du jeu)
- Emmanuel Gradi : Garde 4 (Au début du jeu)
- Philippe Catoire : Le Roi Endeuillé (Le père d'Elika)
- Gérard Dessalles : Ahriman (Voix Masculine)
- Déborah Perret : Ahriman (Voix Féminine)
- Frédéric Cerdal : L'Alchimiste
- Juliette Degenne : La Concubine
- Marc Alfos : Le Guerrier

Version téléphone mobile
La version téléphone mobile de Prince of Persia est une version en 2D reprenant uniquement les deux personnages principaux de la version console de salon, le prince et Elika, et les quatre Corrompus.
- Système de jeu : La version sur téléphone mobile reprend les actions de la version console : courir sur les murs, s'accrocher à des poutres, déraper sur les murs, courir au plafond... Les combats sont simplistes: le Prince peut frapper ou parer. Le joueur peut aussi contrôler Elika qui peut voler et activer les mécanismes magiques. Lors de certaines phases, le prince et Elika, à dos d'animal volant, se rendent vers leur prochaine destination et doivent éviter les obstacles et tirer des boules de feu vers leurs ennemis. Par ailleurs, le joueur combattra une première fois le Sorcier lors d'une de ces phases.

- Histoire : Le Prince arrive dans un endroit inconnu et rencontre Elika, une jeune femme dotée de pouvoirs qui lui annonce qu'ils doivent récupérer quatre pierres élémentaires pour ressusciter l'arbre de vie que son père a détruit pour "sauver une personne qui lui est proche" en faisant ainsi apparaître de nombreux et dangereux monstres. Le Prince et elle affronteront les quatre gardiens très puissants protégeant les pierres, le premier étant le chasseur, un personnage venant de la version console de salon.

Plus tard, Elika avouera au Prince que c'est elle que son père a ressuscité en détruisant l'arbre de vie. Elle mourra si ce dernier se régénère mais préfère cette situation plutôt que laisser le monde dans la terreur. Elle pense qu'elle ne devrait plus être en vie. Une fois l'arbre de vie revenu à la vie, Elika disparaît laissant le Prince fou de rage envers lui-même pour l'avoir laissé.

## Prince of Persia: Epilogue
Prince of Persia: Epilogue est l'extension de Prince of Persia. Il s'agit de l'épilogue du jeu.
Les développeurs expliquent avoir créé cet épisode inédit, après avoir commercialisé le jeu final Prince of Persia, en prenant en compte les remarques et commentaires des joueurs.
Cette extension est uniquement disponible sur PlayStation 3 et Xbox 360 via le PlayStation Store et le Xbox Live.

### Scénario
Le prince a vaincu le roi, les quatre Corrompus et Arhiman. Cependant, cela a couté la vie d'Elika. Le prince, refusant de la perdre, a libéré de nouveau Arhiman, ramenant Elika à la vie mais libérant un nouveau monstre ténébreux.
L'épilogue commence là où le joueur a quitté le jeu, on voit le Prince traverser une tempête de désert avec Elika dans ses bras et se réfugier dans Le palais souterrain.
L'épilogue raconte comment les personnages s'enfuient de la Vallée à travers le Palais souterrain et se termine à leur sortie et Elika décide de partir à la recherche de son peuple, les derniers Ahuras pour vaincre Arhiman en laissant le Prince derrière elle...
"Le vent tourne, Les ténèbres grandissent, La lumière faiblit, faiblit..."

### Ajouts
Par rapport au jeu Prince of Persia, on trouve: 
- Une nouvelle région, le Palais souterrain. Il s'agit d'un château ancien entièrement corrompu duquel le prince et Elika doivent s'échapper.
- Une nouvelle attaque du prince, le choc éclair. permet au joueur ou à un ennemi de déclencher une attaque-éclair. Chacun fonce alors sur l'autre et ils entrechoquent leurs armes avec férocité.
- Un nouveau pouvoir d'Elika, energiser. Il lui permet de recréer temporairement une zone anéantie afin de pouvoir la traverser.
- De nouvelles tenues, une pour le prince et une pour Elika. Il s'agit du design original avec lesquels les développeurs les avaient créés avant de les changer.
- De nouveaux ennemis
- De nouveaux pièges
- Une difficulté plus corsée